# Жовтенко Олександр Сергійович
Олександр Сергійович Жовтенко (нар. 17 лютого 2005, Україна) — український футболіст, центральний захисник петрівського «Інгульця».

## Життєпис
У ДЮФЛУ з 2018 по 2022 рік виступав за столичні «Динамо» та «Чемпіон». Дорослу футбольну кар'єру розпочав в іспанському «Побла де Мафумет», у футболці якого дебютував 1 травня 2022 року в переможному (4:2) виїзному поєдинку 34-го туру 5-ї групи Терсера Федерасьйон проти «Ґранульєса». Олександр вийшов на поле на 76-й хвилині замість Даніеля Моліни. Цей матч виявився єдиним для юного українця в іспанському клубу. Згодом повернувся на батьківщину, де захищав кольори аматорського колективу «Партизан» (Кодра) з чемпіонату Київської області.
На початку березня 2024 року перейшов до ФСК «Маріуполь». У футболці нового клубу дебютував 18 травня 2025 року в нічийному (1:1) виїзному поєдинку 9-го туру чемпіонської групи Першої ліги України проти бузівської «Ниви». Жовтенко вийшов на поле в стартовому складі, на 77-й хвилині відзначився першим голом на професійному рівні, на 87-й хвилині отримав жовту картку, а на 90+4-й хвилині його замінив Матвій Зубков. У 2024 календарному році зіграв 11 матчів (1 гол) у Першій лізі України. 
На початку січня 2025 року відправився на перегляд до «Інгульця», за результатами якого уклав договір з петрівським клубом. У футболці «Інгульця» дебютував 22 лютого 2025 року в програному (0:1) домашньому поєдинку 18-го туру Прем'єр-ліги України проти житомирського «Полісся». Олександр вийшов на поле в стартовому складі та відіграв увесь матч.

## Цікаві факти
Повний тезка хорунжого 1-ї Запасової бригади Армії УНР, члену Союзу гетьманців-державників в Ужгороді.